# Europsko prvenstvo u veslanju 2016.
Europsko prvenstvo u veslanju 2016. bilo je deseto izdanje europskoga veslačkog prvenstva održano u njemačkom Brandenburgu, u istoimenoj njemačkoj saveznoj državi, od 6. do 8. svibnja 2016. godine. Kvalifikacije su održane 6. i 7. svibnja, a završnice svih 17 disciplina 8. svibnja.
Na prvenstvo se 520 športaša (od čega 63% muškaraca) iz 34 europskih zemalja, čiji su nacionalni veslački savezi članice FISA-e. Za sudjelovanje na kvalifikacijama nije bila postavljena nikakavo ograničenje ili vremenska norma.
Veslačka prvenstva već su dva puta bila održana u Brandenburgu, gdje je dvaput (1985. i 2005.) održano Svjetsko juniorsko prvenstvo u veslanju, te Svjetsko prvenstvo u veslanju do 23 godine 2008., te brojne srednjoeuropske regate. Na Europskom prvenstvu u veslanju 2014., u srbijanskom Beogradu, objavljeno je Brandenburgovo domaćinstvo za 2016. godinu.

## Rezultati

### Muškarci
| Natecanje (disciplina)              | Zlato | Vrijeme | Srebro | Vrijeme | Bronca | Vrijeme |
| ----------------------------------- | --- | ------- | --- | ------- | --- | ------- |
| Samac                               | Hrvatska Damir Martin | 8:05.59 | Litva Mindaugas Griskonis | 8:19.30 | Češka Ondrej Synek | 8:25.40 |
| Dvojac                              | Mađarska Adrián Juhász Béla Simon | 7:05.70 | Ujedinjeno Kraljevstvo Alan Sinclair Stewart Innes                                                                                                   | 7:06.28 | Nizozemska Roel Braas Mitchel Steenman | 7:06.78 |
| Dvojac na pariće                    | Hrvatska Martin Sinković Valent Sinković | 7:06.33 | Ujedinjeno Kraljevstvo Marcel Hacker Stephan Krueger                                                                                                 | 7:14.22 | Litva Rolandas Mascinskas Saulius Ritter | 7:17.79 |
| Četverac bez kormilara              | Ujedinjeno Kraljevstvo Alex Gregory Mohamed Sbihi George Nash Constantine Louloudis                                                                  | 6:18.93 | Bjelorusija Vadzim Lialin Dzianis Mihal Mikalai Sharlap Ihar Pashevich                                                                               | 6:20.91 | Francuska Valentin Onfroy Benjamin Lang Mickael Marteau Theophile Onfroy                                                                           | 6:21.55 |
| Četverac na pariće                  | Estonija Andrei Jamsa Allar Raja Tonu Endrekson Kaspar Taimsoo                                                                                       | 6:29.82 | Litva Dovydas Nemeravicius Martynas Dziaugys Dominykas Jancionis Aurimas Adomavicius                                                                 | 6:31.98 | Rusija Nikita Morgačev Artem Kosov Vladislav Rjabčev Sergej Fedorovšev                                                                             | 6:32.27 |
| Osmerac                             | Njemačka Maximilian Munski Malte Jakschik Andreas Kuffner Felix Drahotta Maximilian Reinelt Eric Johannesen Richard Schmidt Hannes Ocik Martin Sauer | 6:16.65 | Rusija Roman Lomačev Lev Gricenko Maksim Golubev Pavel Sorin Vjaćeslav Mikalevskij Aleksander Kornilov Semen Jaganov Daniil Andrienko Pavel Safonkin | 6:17.43 | Ujedinjeno Kraljevstvo Matthew Gotrel Scott Durant Tom Ransley Paul Bennett Pete Reed Andrew Triggs Hodge Matt Langridge William Satch Phelan Hill | 6:20.39 |
| Samac laki veslač                   | Lukas Babac | 7:33.42 | Konstantin Steinhuebel | 7:35.54 | Rajko Hrvat | 7:36.72 |
| Dvojac bez kormilara laki veslači   | Ujedinjeno Kraljevstvo Sam Scrimgeour Joel Cassells                                                                                                  | 7:00.38 | Danska Emil Espensen Jens Vilhelmsen | 7:03.94 | Španjolska Sergio Pérez Moreno Jesús González Álvarez                                                                                              | 7:05.32 |
| Dvojac na pariće laki veslači       | Irska Gary O'Donovan Paul O'Donovan | 6:57.76 | Njemačka Moritz Moos Jason Osborne | 6:59.54 | Norveška Kristoffer Brun Are Strandli | 7:00.52 |
| Četverac bez kormilara laki veslači | Švicarska Lucas Tramer Simon Schuerch Simon Niepmann Mario Gyr                                                                                       | 6:45.24 | Ujedinjeno Kraljevstvo Chris Bartley Mark Aldred Jono Clegg Peter Chambers                                                                           | 6:47.73 | Njemačka Jonathan Koch Lucas Schaefer Tobias Franzmann Lars Wichert                                                                                | 6:51.66 |

### Žene
| Natjecanje (disciplina) | Zlato | Vrijeme | Srebro | Vrijeme | Bronca | Vrije,e |
| ----------------------- | --- | ------- | --- | ------- | --- | ------- |
| Samac                   | Magdalena Lobnig | 9:22.32 | Elza Gulbe | 9:39.10 | Sanita Puspure | 9:44.77 |
| Dvojac bez kormilarke   | Helen Glover Heather Stanning | 7:35.93 | Kerstin Hartmann Kathrin Marchand | 7:43.81 | Madalina Beres Laura Oprea | 7:47.18 |
| Dvojac                  | Yuliya Bichyk Tatsiana Kukhta | 8:25.91 | Julia Lier Mareike Adams | 8:28.30 | Kristyna Fleissnerova Lenka Antosova | 8:31.94 |
| Četverac                | Annekatrin Thiele Carina Baer Marie-Catherine Arnold Lisa Schmidla                                                               | 7:14.31 | Agnieszka Kobus Joanna Leszczyńska Maria Springwald Monika Ciaciuch                                                                          | 7:18.53 | Daryna Verkhogliad Olena Buryak Anastasiia Kozhenkova Ievgeniia Nimchenko                                                                                        | 7:21.12 |
| Osmerac                 | Katie Greves Melanie Wilson Frances Houghton Polly Swann Jessica Eddie Olivia Carnegie-Brown Karen Bennett Zoe Lee Zoe De Toledo | 6:51.46 | Wianka Van Dorp Sophie Souwer Lies Rustenburg Jose Van Veen Elisabeth Hogerwerf Claudia Belderbos Monica Lanz Olivia Van Rooijen Ae-Ri Noort | 6:51.83 | Julia Kalinovskaja Julia Inozemtseva Julia Popova Alevtina Savkina Anastasia Karabelščikova Aleksandra Fedorova Elena Lebedeva Elena Oriabinskaia Ksenia Volkova | 6:55.43 |
| Samac lake veslačice    | Anja Noske | 8:26.75 | Rungeaja Holmegaard | 8:32.54 | Elisabeth Woerner | 8:37.05 |
| Dvojac lake veslačice   | Ilse Paulis Maaike Head | 7:40.50 | Fini Sturm Marie-Louise Draeger | 7:42.79 | Joanna Dorociak Weronika Deresz | 7:44.88 |

### Tablica odličja
| Plasman | Država                 | Zlato | Srebro | Bronca | Ukupno |
| ------- | ---------------------- | ----- | ------ | ------ | ------ |
| 1.      | Ujedinjeno Kraljevstvo | 4     | 2      | 1      | 7      |
| 2.      | Njemačka               | 3     | 6      | 1      | 10     |
| 3.      | Hrvatska               | 2     | 0      | 0      | 2      |
| 4.      | Nizozemska             | 1     | 1      | 2      | 4      |
| 5.      | Bjelorusija            | 1     | 1      | 0      | 2      |
| 6       | Irska                  | 1     | 0      | 1      | 2      |
| 7.      | Austrija               | 1     | 0      | 0      | 1      |
| 7.      | Estonija               | 1     | 0      | 0      | 1      |
| 7.      | Mađarska               | 1     | 0      | 0      | 1      |
| 7.      | Švicarska              | 1     | 0      | 0      | 1      |
| 7.      | Slovačka               | 1     | 0      | 0      | 1      |
| 12.     | Litva                  | 0     | 2      | 1      | 3      |
| 13.     | Danska                 | 0     | 2      | 0      | 2      |
| 14.     | Rusija                 | 0     | 1      | 2      | 3      |
| 15.     | Poljska                | 0     | 1      | 1      | 2      |
| 16.     | Latvija                | 0     | 1      | 0      | 1      |
| 17.     | Češka                  | 0     | 0      | 2      | 2      |
| 18.     | Francuska              | 0     | 0      | 1      | 1      |
| 18.     | Norveška               | 0     | 0      | 1      | 1      |
| 18.     | Rumunjska              | 0     | 0      | 1      | 1      |
| 18.     | Slovenija              | 0     | 0      | 1      | 1      |
| 18.     | Španjolska             | 0     | 0      | 1      | 1      |
| 18.     | Ukrajina               | 0     | 0      | 1      | 1      |
|         | Ukupno                 | 17    | 17     | 17     | 51     |

## Vanjske poveznice
- (njem.) (engl.) www.erch2016.com - službene stranice natjecanja
- (engl.) Europsko prvenstvo u veslanju 2016. - worldrowing.com